# Pál Beőthy

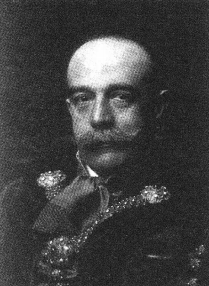
Pál Beőthy

Pál Beőthy de Bessenyő et Örvend (Nagymarjapuszta, 20 juni 1866 – 15 september 1921) was een Hongaars jurist, soldaat en politicus, die van 1913 tot 1917 de functie van voorzitter van het Huis van Afgevaardigden uitoefende.
In 1888 behaalde hij zijn diploma rechten aan de Universiteit van Boedapest. Nadien ging hij werken als ambtenaar voor het comitaat Bihar. Van 1911 tot 1918 was hij lid van het Hongaarse Huis van Afgevaardigden, waarvan hij in 1911 werd aangesteld als vice-voorzitter en van 1913 tot 1917 voorzitter was.